# 34264 Sadhuka
34264 Sadhuka este o planetă minoră (asteroid), cu un diametru de 4,439 km, din centura de asteroizi. A fost descoperită pe 28 august 2000 la Experimental Test Site⁠(d) de Lincoln Near-Earth Asteroid Research. 
Obiectul prezintă o orbită caracterizată de o semiaxă mare de 3,021533 UAi, o excentricitate de 0,03, o înclinație de 9,15255 ° în raport cu ecliptica.